# ファイト・クラブ
『ファイト・クラブ』（Fight Club）は、1996年に発表されたチャック・パラニュークの長編小説。1999年にデビッド・フィンチャーによって同名の映画化作品が作られた。

## 概要
消費欲や虚栄心を刺激する高度消費社会によって人々が去勢され生きる力を失っている様、それに対して殴り合いによって男性性やマッチョさを取りもどそうとあがく若い男たちの姿、その戦いが自己滅却や文明社会を崩壊させるテロへの志向へと転がり落ちてゆく過程を描いている。

## 小説
パラニュークの長編第2作（ただし第1作『インビジブル・モンスターズ』が刊行されたのは1999年）。

## 日本語訳
- 池田真紀子訳、早川書房、1999年 のちハヤカワ文庫